# MyGRAIN
MyGRAIN (ibland skrivet myGRAIN och MyGrain) är ett melodisk death metal-band från Helsingfors. De har 2015 kontrakt med Spinefarm Records. Bandet har släppt fyra studioalbum varav det senaste 27 september 2013. Bandet splittrades 2015 men återförenades tre år senare.

## Bakgrund
myGRAIN bildades sommaren 2004 då Tommy (sång), Resistor (gitarr) och Matthew (gitarr) bildade ett nytt band efter att tidigare haft bandet New Science Band. Grundnästa tanken från början var att spela tuff metal med melodier. DJ Locomotive (trummor) och Eve Kojo (synthar) gick med i bandet ganska snart och myGRAIN s uppställning var nästan färdig. Jonas spelade bas på de två självfinansierade demoskivorna och efter inspelningen av den andra, The Red Frame som spelades in april 2005, gick han med i bandet permanent.
Några veckor efter inspelningarna av The Red Frame kontaktade Spinefarm Records myGRAIN och de skrev kontrakt. Där släpptes sedan debutalbumet Orbit Dance i april 2006. Albumet bestod av elva låtar med modern metal med influenser av både nordisk melodisk death metal och amerikansk stil. myGRAIN la sedan fokus på att turnera så mycket som möjligt inom Finland. Mellan spelningarna färdigställde de sitt andra album, Signs of Existence, som sedan släpptes i februari 2008. Den 12 januari 2011 släpptes bandets självbetitlade album myGRAIN.

## Medlemmar
Nuvarande medlemmar
- Jonas – basgitarr (2004–2015)

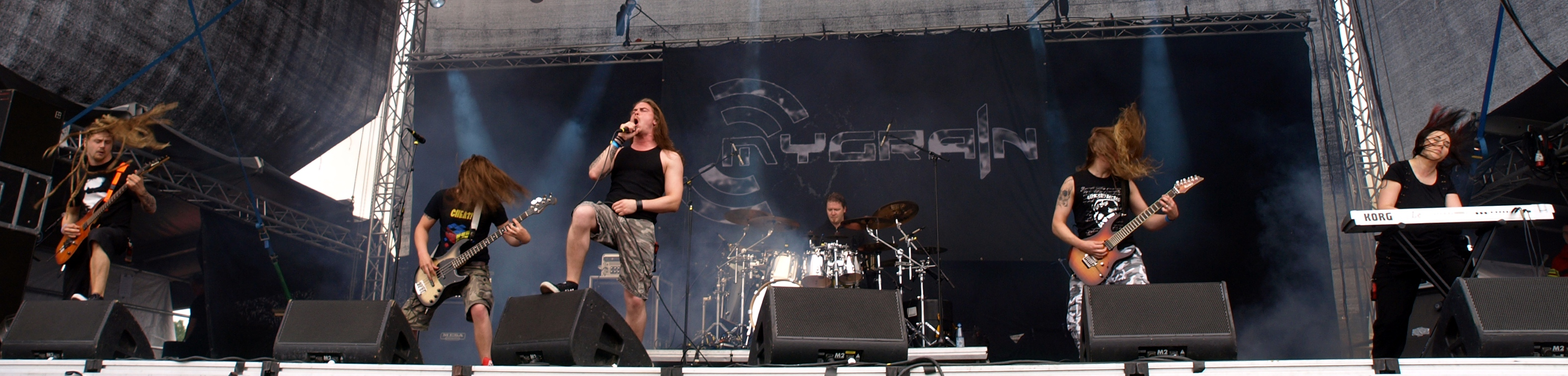
Myötätuulirock 2011

- DJ Locomotive (Janne Manninen) – trummor (2004–2015)
- Eve Kojo – keyboard (2004–2015)
- To(mm)yboy (Tommy Tuovinen) – sång (2004–2015)
- Mr. Downhill (Teemu Ylämäki) – sologitarr (2008–2015)
- Joni Lahdenkauppi	 – rytmgitarr (2013–2015)

Tidigare medlemmar
- Matthew – gitarr (2004–2008)
- Resistor – rytmgitarr (2004–2013)

Turnerande medlemmar
- Laura Dziadulewicz – keyboard (2011–2015)
- Joni Lahdenkauppi – gitarr (2011–2013)

## Diskografi
Demo
- Demo 2004 (2004)
- The Red Frame (2005)

Studioalbum
- Orbit Dance (2006)
- Signs of Existence (2008)
- myGRAIN (2011)
- Planetary Breathing (2013)
- V (2020)

Singlar
- Maniac (2014)

EP
- III (2018)